# 2007년 법률서비스법
2007년 법률서비스법은 영국의 법률서비스 시장을 자유화하고 규제하며 경쟁을 장려하고 소비자 불만에 대한 새로운 처리방법을 규정하는 영국 성문법이다.

## 법률 서비스위원회
제2조에서 제7조까지 그리고 부속서 1은 규제 목표를 달성할 법률 서비스위원회를 창설한다. 데이빗 에드먼즈(David Edmonds)가 2008년 4월 23일에 이사회의 첫 의장으로 임명되었고 7월 17일에 9명의 위원이 임명되었다. 회원들은 2008년 9월 1일에 업무를 개시하고 이사회는 2010년 1월 1일에 완전히 설립되었다. 위원회는 소비자를 대표하는 소비자 패널을 두어야 한다(ss. 8-11). 2008년 7월 현재 소비자 패널에 관한 조항의 발효 날짜가 정해지지 않았다.

## 허가를 요하는 법률 업무
제12조와 부속서 2는 6개의 허가를 요하는 법률 업무를 정의한다.
- 법정 변론권
- 소송 수행
- 토지 등록 및 부동산에 관한 법률문서 작성
- 유언 검인 업무
- 공증 활동
- 선서 실시